# Saint-Yrieix-les-Bois
Saint-Yrieix-les-Bois là một xã thuộc tỉnh Creuse trong vùng Nouvelle-Aquitaine miền trung nước Pháp.